# 依知村
依知村（えちむら）は、神奈川県の中央部に位置し愛甲郡に属していた村である。1955年7月8日に厚木市に編入合併した。

## 歴史
- 1889年4月1日 - 町村制施行。山際村、中依知村、上依知村、下依知村、金田村、関口村、猿ヶ島村が合併し依知村となる。
- 1955年7月8日 - 厚木市に編入された。同時に郡から離脱。

## 経済
農業
『大日本篤農家名鑑』によれば、依知村の篤農家は「中丸重郎兵衛、中村助太郎、山田留蔵、梅澤忠左衛門、渋谷昇、山田清次郎、藤野融、藤野一作、藤野文平、中島源造、岩崎周三郎」などがいた。

## 村政

### 村長
- 甘利正[2] 1947年 -

## 地理
- 川：相模川、中津川、善明川